# Royal Company of Archers

Abzeichen der Royal Company of Archers

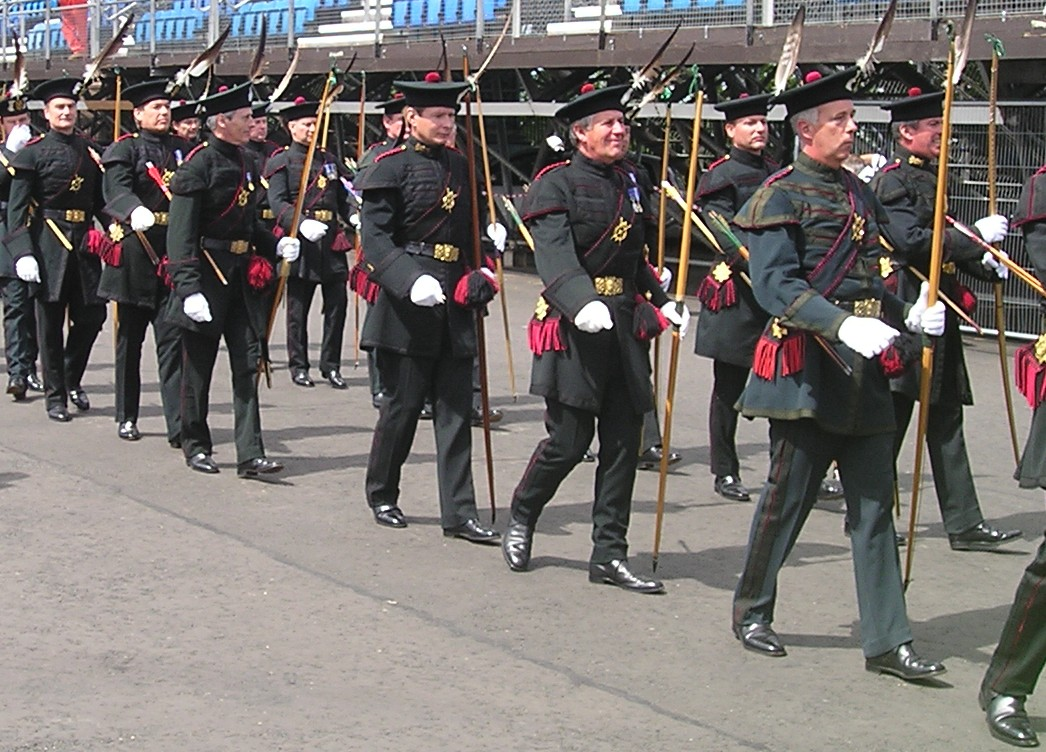
Die Royal Company of Archers vor Edinburgh Castle anlässlich einer Investitur des Distelordens

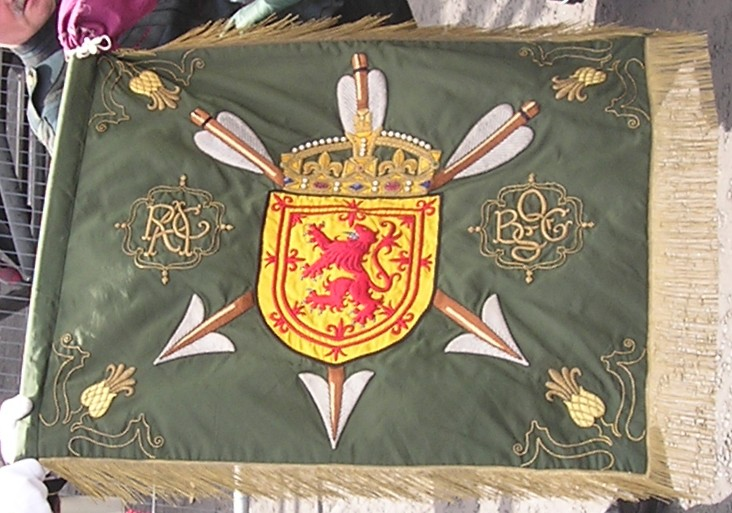
Fahne der Royal Company of Archers

Die Royal Company of Archers ist die zeremonielle Leibwache des britischen Monarchen in Schottland.

## Geschichte
Die Einheit wurde 1676 als Verein von Bogenschützen gegründet, was sie noch heute ist. Clubhaus der Company ist seit 1777 die Archer’s Hall in der Buccleuch Street in Edinburgh. Seit einem Besuch von König Georg IV. im Jahre 1822 dient die Royal Company of Archers als persönliche Leibwache des Monarchen, wenn sich dieser in Schottland aufhält.
Die Aufgaben sind zeremonieller Natur. So stellt die Company die Wachen bei der Einführung von Rittern des Distelordens in der St. Giles Cathedral in Edinburgh, bei Investituren in Holyroodhouse und der alljährlichen dortigen Gartenparty. Im September 2022 gab die Company der kurz zuvor in Balmoral Castle verstorbenen Königin Elisabeth II. das letzte Geleit bei der Überführung zum Holyroodhouse und zur St Giles’ Cathedral in Edinburgh. Bei der Aufbahrung der Königin in der Kathedrale stellte sie die Totenwache.

## Mitglieder
Nur Schotten oder Personen mit starken Verbindungen zu Schottland können zum Mitglied der Royal Company of Archers gewählt werden. Zurzeit hat die Company ca. 530 Mitglieder. Sie wird von einem Captain-General, vier Captains, vier Lieutenants, vier Ensigns und zwölf Brigadiers als Offizieren geführt. Derzeitiger Captain-General ist seit 2014 Richard Scott, 10. Duke of Buccleuch. Kraft Amtes ist der Captain-General Gold Stick des britischen Monarchen für Schottland.

## Captains-General
- John Murray, 1. Marquess of Atholl, ca. 1676–1703
- George Mackenzie, 1. Earl of Cromartie, 1703–1714
- David Wemyss, 4. Earl of Wemyss, 1715–1720
- vakant
- James Hamilton, 5. Duke of Hamilton, 1724–1743
- James Wemyss, 5. Earl of Wemyss, 1743–1756
- Charles Douglas, 3. Duke of Queensberry, 1756–1778
- Henry Scott, 3. Duke of Buccleuch, 1778–1812
- Charles Montagu-Scott, 4. Duke of Buccleuch, 1812–1819
- John Hope, 4. Earl of Hopetoun, 1819–1823
- James Graham, 3. Duke of Montrose, 1824–1830
- George Ramsay, 9. Earl of Dalhousie, 1830–1838
- Walter Montagu-Douglas-Scott, 5. Duke of Buccleuch, 1838–1884
- William Montagu-Douglas-Scott, 6. Duke of Buccleuch, 1884–1914
- John Montagu-Douglas-Scott, 7. Duke of Buccleuch, 1914–1935
- Sidney Buller-Fullerton-Elphinstone, 16. Lord Elphinstone, 1935–1953
- John Dalrymple, 12. Earl of Stair, 1953–1961
- Walter Montagu-Douglas-Scott, 8. Duke of Buccleuch, 1961–1973
- John Dalrymple, 13. Earl of Stair, 1973–1988
- Ronald Colville, 2. Baron Clydesmuir, 1988–1996
- Hew Fleetwood Hamilton-Dalrymple, 10. Baronet, 1996–2004
- David Ogilvy, 13. Earl of Airlie, 2004–2006
- James Graham, 8. Duke of Montrose, 2006–2014
- Richard Scott, 10. Duke of Buccleuch, 12. Duke of Queensberry, 2014–